# Campo di concentramento di Riga-Kaiserwald
Kaiserwald è un campo di concentramento nazista attivo durante la seconda guerra mondiale - fra il 1943 ed il 1944 - nella città di Riga, in Lettonia.
Situato nel sobborgo di Mežaparks, fu aperto come campo di lavoro (arbeitkamp) nel marzo del 1943 quando la Lettonia era occupata dalla Wehrmacht ed i primi a esservi internati furono centinaia di detenuti provenienti dalla Germania.
Ad essi, con la liquidazione dei ghetti di Riga, Liepāja e Daugavpils (Dvinsk), compiuta nel giugno di quell'anno, si aggiunsero gli ebrei lettoni sopravvissuti alla distruzione del ghetto di Vilnius.

## Sottocampi
All'inizio del 1944 sedici sottocampi di minori dimensioni, ma facenti capo a Kaiserwald, furono aperti sempre nei dintorni di Riga. Dopo l'occupazione dell'Ungheria da parte dei nazisti, a Kaiserwald - dove già si trovavano deportati trasferiti da Łódź, in Polonia - furono reclusi anche ebrei ungheresi.
È stato calcolato che a marzo 1944 i reclusi nel campo di concentramento principale e nei campi satellite siano stati 11.878 (6.182 maschi e 5.696 femmine), destinati a salire a circa ventimila al momento della chiusura definitiva del lager.

## Condizione degli internati
A differenza di altri campi di concentramento nazisti - come ad esempio quelli di Auschwitz o Treblinka, Kaiserwald non fu usato come campo di sterminio, ma i suoi internati furono adibiti al lavoro per numerose compagnie tedesche, in particolare la AEG-Allgemeine Elektrizitäts-Gesellschaft, che impiegò gran parte della manodopera femminile schiavizzata a Kaiserwald per la produzione di materiali elettrici, specialmente pile.

## Evacuazione
Il 6 agosto 1944, quando i soldati dell'Armata Rossa in avanzata verso occidente entrarono in Lettonia, le truppe tedesche iniziarono a evacuare il campo di Kaiserwald trasferendone gli internati al Campo di concentramento di Stutthof, in Polonia. Gli internati ritenuti inabili a marciare o, comunque, a sopravvivere al viaggio di trasferimento dalla Lettonia alla Polonia furono uccisi. Molti ebrei erano già stati uccisi prima ancora che l'evacuazione - che terminò solo dopo un mese - avesse luogo.
L'Armata Rossa liberò definitivamente il campo il 13 ottobre 1944.

## Dossier Odessa
Kaiserwald è al centro della trama di un romanzo - Dossier Odessa (The Odessa File), concernente l'organizzazione nazista ODESSA - scritto da Frederick Forsyth e pubblicato nel 1972 da cui è stato tratto nel 1974 l'omonimo film interpretato da Jon Voight e Maximilian Schell.